# Ossétie du Nord-Alanie

Carte topographique de la Ciscaucasie. La république d'Ossétie-du-Nord-Alanie se situe vers le centre de la carte.

Carte de l'Ossétie du Nord

Ne doit pas être confondu avec Ossétie du Sud-Alanie.
L'Ossétie du Nord-Alanie, en forme longue république d’Ossétie du Nord-Alanie (en russe : Респу́блика Се́верная Осе́тия — Ала́ния, Respoublika Severnaïa Ossetiïa-Alaniïa ; en ossète : Республикӕ Цӕгат Ирыстон-Алани, Respoublikæ Tsægat Iryston-Alani), plus souvent appelée Ossétie du Nord, est une république de la fédération de Russie, située en Ciscaucasie. Elle a pour voisins la république de Tchétchénie et la république d’Ingouchie à l’est, la république de Kabardino-Balkarie à l’ouest, le kraï de Stavropol au nord, et la Géorgie et l’Ossétie du Sud-Alanie au sud. Sa capitale est Vladikavkaz (dont le nom est parfois francisé en « Vladicaucase »).

## Géographie
Issue de l'ancienne république autonome soviétique, l'Ossétie du Nord-Alanie a une superficie de 7 987 km2 depuis qu'elle s'est agrandie en 1944 de la partie est du raïon Prigorodny au détriment de l'Ingouchie voisine, à l'occasion de la déportation des Ingouches par Staline.

## Histoire
L'Ossétie fit partie des premiers territoires du Nord Caucase à passer sous domination russe, à partir de 1774, et la capitale, Vladikavkaz, a été le premier avant-poste militaire dans la région. Vers 1806, l'Ossétie était entièrement aux mains de la Russie. En 1921, elle fit partie de l'éphémère république soviétique des montagnes du Nord-Caucase. Les territoires ossètes reçurent le statut de région autonome en 1924 et, en 1936, ils furent réorganisés en une république socialiste soviétique autonome.
La dissolution de l'Union soviétique pose un problème particulier à une Ossétie déjà coupée en deux, sa partie nord constituant une république de la fédération de Russie, et sa partie du sud faisant partie de la Géorgie. En obtenant son indépendance en 1991, la Géorgie supprime l'autonomie de l'Ossétie du Sud. Celle-ci fait sécession en 1992. Une grande partie de la population traverse la frontière pour se réfugier en Ossétie du Nord, de nombreux réfugiés d'Ossétie du Sud s'y établissent, déclenchant des conflits avec la population ingouche majoritaire dans le raïon Prigorodny.

Historiquement, la région du district de Prigorodny sur la rive droite de la rivière Terek faisait partie de l'Ingouchie. Elle a été rattachée à l'Ossétie du Nord par Staline en 1944 après la déportation des Ingouches en Asie centrale. Bien que les Ingouches aient été autorisés par la suite à retourner sur leurs terres, le territoire lui-même n'a jamais été rendu à l'Ingouchie, provoquant de vives tensions dans la région. Une loi promulguée en 1982 a même interdit de délivrer aux Ingouches un permis de résidence dans la république. L'afflux massif de réfugiés ossètes en provenance de Géorgie au début des années 1990 et le conflit qui s'ensuivit entre les deux groupes rivaux pousse beaucoup d'Ingouches à se réfugier en Ingouchie. Malgré les efforts entrepris pour résoudre le problème des réfugiés, le conflit entre les deux républiques n'est toujours pas résolu.

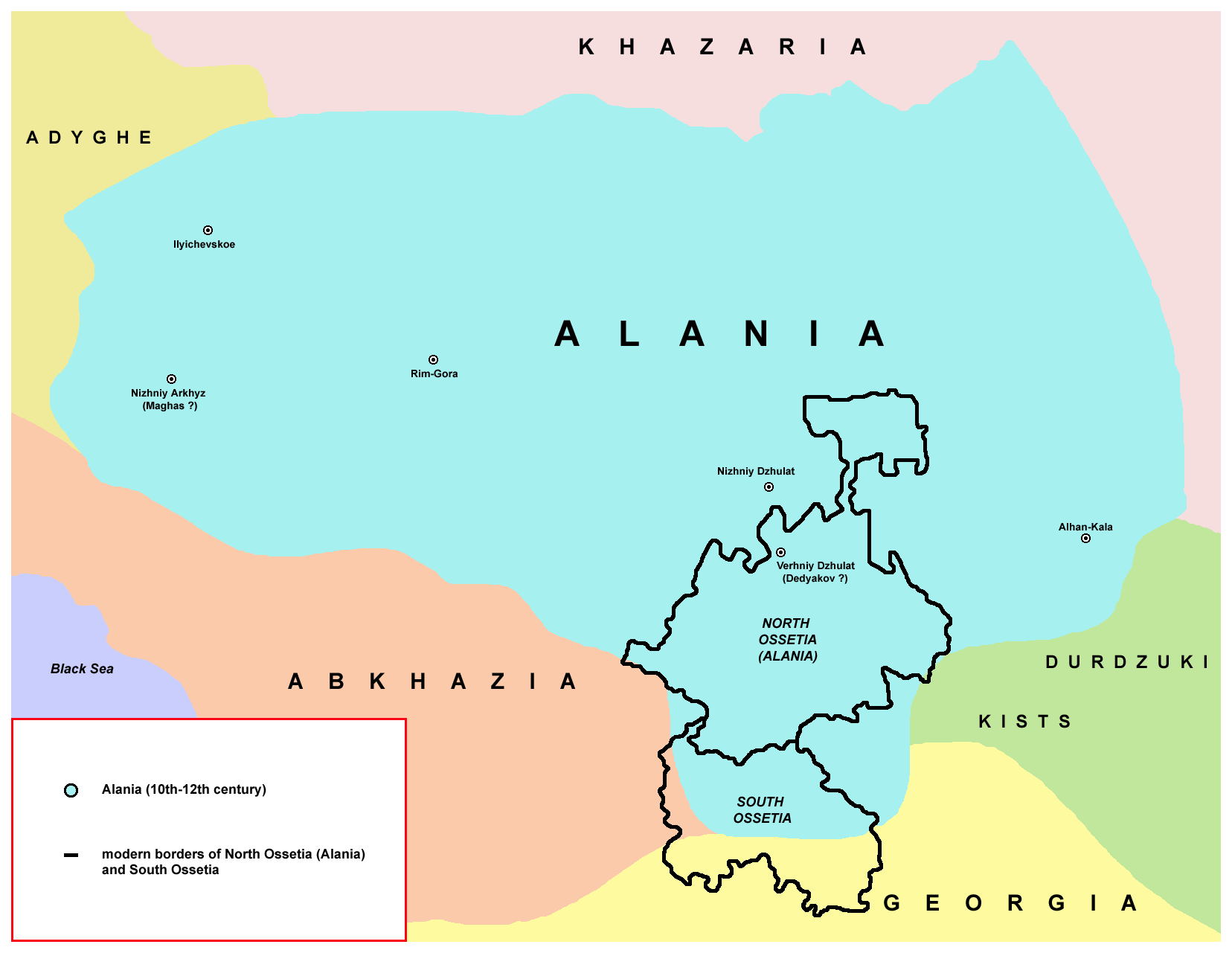

L'Ossétie du Nord doit non seulement faire face aux conséquences du conflit en Ossétie du Sud mais doit également traiter les problèmes des réfugiés et des débordements occasionnels de la guerre en Tchétchénie voisine.

## Population et société
Les Ossètes eurent pour ancêtres les Alains venus d'Asie centrale qui furent, vers la fin du IIe siècle, repoussés de la région du Don vers le Caucase. Ils se sont établis tout au long de l'unique voie de passage permettant de traverser le Caucase : la passe de Darial.

### Démographie

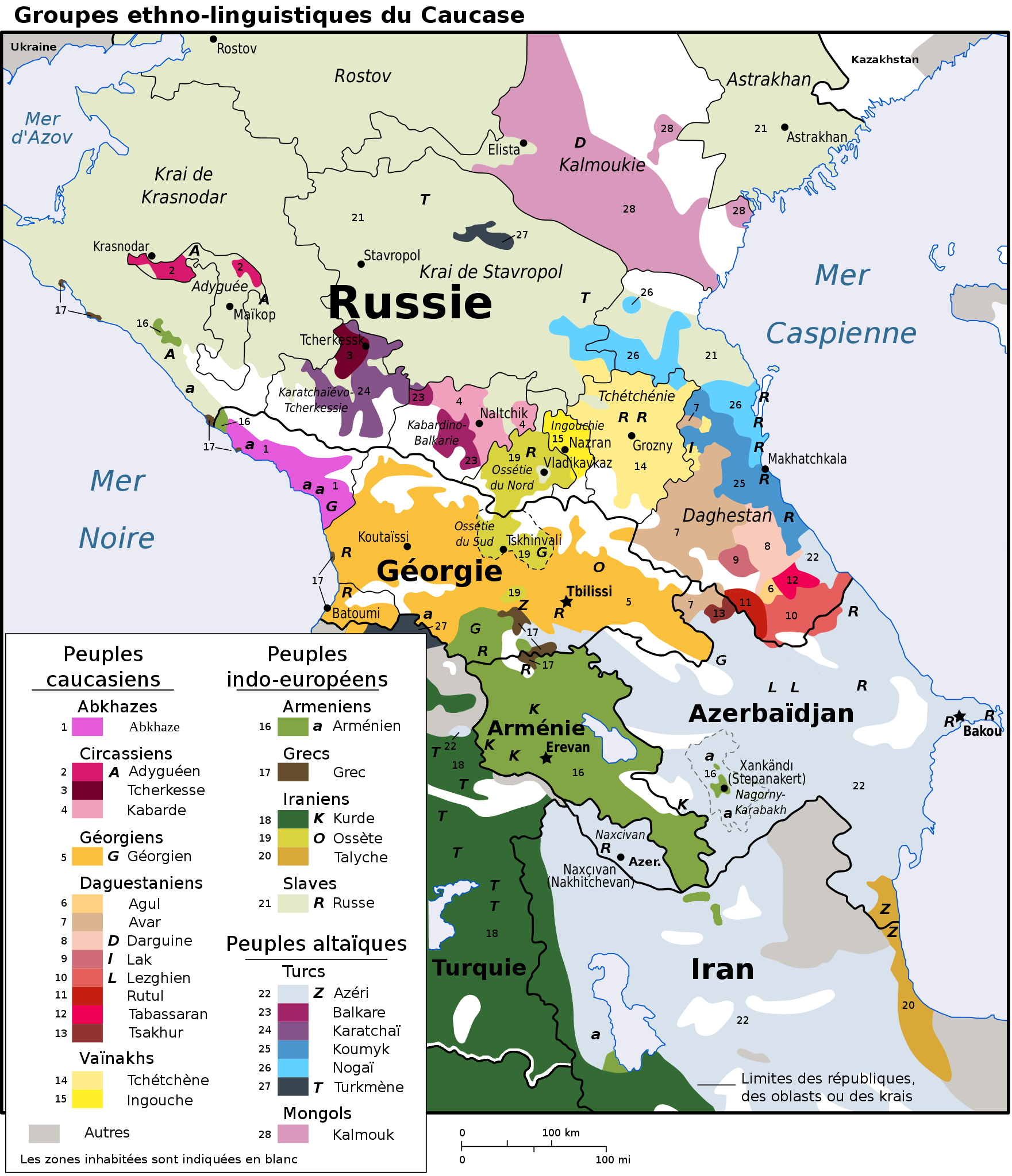
Ethnies et langues au Caucase.

| 2002    | 2010    | 2016    | - | - |
| ------- | ------- | ------- | - | - |
| 678 200 | 700 858 | 703 745 | - | - |

| Année | Fécondité | Fécondité urbaine | Fécondité rurale |
| ----- | --------- | ----------------- | ---------------- |
| 1990  | 2,23      | 2,20              | 2,30             |
| 1991  | 2,09      | 2,11              | 2,05             |
| 1992  | 1,89      | 1,83              | 2,04             |
| 1993  | 1,67      | 1,61              | 1,82             |
| 1994  | 1,79      | 1,70              | 2,02             |
| 1995  | 1,78      | 1,69              | 2,00             |
| 1996  | 1,62      | 1,52              | 1,85             |
| 1997  | 1,56      | 1,45              | 1,83             |
| 1998  | 1,56      | 1,44              | 1,83             |
| 1999  | 1,43      | 1,37              | 1,54             |
| 2000  | 1,39      | 1,34              | 1,49             |
| 2001  | 1,39      | 1,35              | 1,46             |
| 2002  | 1,47      | 1,46              | 1,50             |
| 2003  | 1,48      | 1,45              | 1,53             |
| 2004  | 1,45      | 1,50              | 1,36             |
| 2005  | 1,44      | 1,52              | 1,28             |
| 2006  | 1,50      | 1,60              | 1,31             |
| 2007  | 1,71      | 1,68              | 1,75             |
| 2008  | 1,77      | 1,74              | 1,82             |
| 2009  | 1,78      | 1,78              | 1,78             |
| 2010  | 1,84      | 1,82              | 1,86             |
| 2011  | 1,86      | 1,88              | 1,83             |
| 2012  | 1,96      | 1,94              | 1,98             |
| 2013  | 1,98      | 1,96              | 1,99             |
| 2014  | 2,01      | 2,02              | 1,98             |
| 2015  | 1,93      | 2,00              | 1,80             |
| 2016  | 1,89      | 1,97              | 1,74             |
| 2017  | 1,75      | 1,83              | 1,61             |

### Composition ethnique
Sur la population totale en 2016, on dénombrait environ 445 310 Ossètes (62,7 %), 164 734 Russes (23,19 %), 21 442 Ingouches (3,02 %) et 17 147 Arméniens (2,41 %).
Il y avait autrefois une population ingouche assez importante mais la majorité s'est enfuie en Ingouchie après le bref conflit armé inter-ethnique en 1992. Les Russes sont surtout arrivés après 1870, à l'époque de l'Empire Russe. 

### Religion
Religion en Ossétie-Alanie (2012),
- Orthodoxes russes (49,2 %)
- Néopaïens (Assianisme) (29 %)
- Chrétiens non affiliés (10 %)
- Musulmans (4 %)
- Autres orthodoxes (2 %)
- Protestants (1 %)
- Athées et sans religion (3 %)
- Spiritualistes mais non religieux (1 %)
- Autres et religion non déclarée (0,8 %)

Le Nord et le Sud étant séparés par la montagne, il existe des différences culturelles : ceux du Sud ont été christianisés au contact des Géorgiens, tandis que ceux du Nord ont eu tendance à se convertir à l'islam, de par leur proximité avec les Kabardes. Cependant la grande majorité des Ossètes sont chrétiens orthodoxes. 29 % de la population se réclame du néopaganisme ossète (Assianisme).

## Économie
Malgré le poids de la prise en charge de l'importante population réfugiée, l'Ossétie du Nord est une des républiques les plus aisées du Nord-Caucase. Elle est la plus urbanisée et la plus industrialisée avec des activités métallurgiques (plomb, zinc, tungstène…), électroniques, chimiques et agroalimentaires.
Ses ressources naturelles sont constituées de minerais, de bois, d'énergie hydraulique et de gisements inexploités de gaz et de pétrole.
L'agriculture porte essentiellement sur l'élevage, notamment les moutons et les chèvres, et la culture de céréales, fruits et coton.

## Institutions
La république autonome d'Ossétie du Nord-Alanie a mis en place un régime présidentiel. 
|   | Nom                 | début du mandat   | fin du mandat     | notes                             |
| - | ------------------- | ----------------- | ----------------- | --------------------------------- |
| 1 | Akhsarbek Galazov   | 21 janvier 1994   | 30 janvier 1998   |                                   |
| 2 | Aleksandr Dzasokhov | 30 janvier 1998   | 7 juin 2005       | démissionnaire                    |
| 3 | Taïmouraz Mamsourov | 7 juin 2005       | 5 juin 2015       | Chef de la République             |
| - | Tamerlan Agouzarov  | 5 juin 2015       | 13 septembre 2015 | Chef de la République par intérim |
| 4 | Tamerlan Agouzarov  | 13 septembre 2015 | 19 février 2016   | Chef de la République             |
| - | Viatcheslav Bitarov | 19 février 2016   | en cours          | Premier ministre, intérim         |

Depuis septembre 2015, le Premier ministre est Viatcheslav Bitarov.